# Potameia antevaratra
Potameia antevaratra är en lagerväxtart som beskrevs av André Joseph Guillaume Henri Kostermans. Potameia antevaratra ingår i släktet Potameia och familjen lagerväxter. Inga underarter finns listade i Catalogue of Life.